# ハイデスハイム・アム・ライン
ハイデスハイム・アム・ライン (独: Heidesheim am Rhein)はドイツ連邦共和国 ラインラント＝プファルツ州マインツ＝ビンゲン郡にある町村。ハイデスハイム・アム・ライン連合自治体 (独: Verbandsgemeinde Heidesheim am Rhein) の行政庁所在地である。

## 姉妹都市
- オーソンヌ(Auxonne) (フランス）
- エクシュテット(Egstedt) (テューリンゲン州 エアフルト）
- ヴァルタースレーベン(Waltersleben) (テューリンゲン州 エアフルト）